# Càndida Pérez i Martínez
Càndida Pérez Martínez (Olot, la Garrotxa, 28 de juliol de 1893 - 15 de novembre de 1989) va ser una cupletista i, també, una compositora de cuplets catalana. Va ser l'autora de la música d'alguns dels cuplets catalans més coneguts dels anys 20 del segle passat: Les caramelles, Baixant de la font del Gat... Cupletistes de renom com Raquel Meller i Pilar Alonso van interpretar els seus cuplets. També va fer il·lustracions musicals per a algunes peces de teatre, estrenades a Barcelona.

## Biografia
En la seva adolescència actuà a l'Ateneu Obrer, on havia après música. Com a cançonetista debutà al mes de setembre del 1914 al Cinema Teatre Ideal Park, d'Olot, i al mes següent deixà la seva ciutat natal, contractada per la companyia italiana de varietats D'Onnini, que havia actuat al mateix local.
El mateix any s'instal·là a Barcelona, on estudià música i composició durant cinc anys, i creà, juntament amb el músic napolità Melquíadez Lucarelli Ferri, una acadèmia d'interpretació de cant i dansa, especialitzada en espectacles de music-hall, al carrer de Valldonzella, núm. 6, on també s'instal·là una productora musical, perquè en la dècada dels anys vint Pérez gravà diversos discos.
La cupletista més famosa del món, Raquel Meller, fou gran amiga de Càndida Pérez i cantà alguns dels seus cuplets en català i en castellà, i estrenà la seva versió d'El noi de la mare a l'Olympia de París (1919). El 1922 es casà amb Lucarelli i feu una gira per Itàlia, on cantà les seves pròpies composicions en català i en castellà, acompanyada per una orquestra que dirigia el seu marit. L'any 1926 la productora nord-americana Paramount li organitzà una gira per Europa, i debutà a París amb molt d'èxit. El 1928 inicià una gira artística per Amèrica del Sud i es nacionalitzà argentina. Durant quatre anys actuà amb èxit a l'Argentina, al Brasil, l'Uruguai i altres països de l'Amèrica del Sud, amb el nom artístic d'Alba. Separada de Lucarelli el 1929, l'any 1932 s'uní sentimentalment a l'industrial i artista brasiler Luiz Fossati Ferri, que seria el seu segon marit. S'establí al Brasil i deixà la vida artística.
L'any 1968 el matrimoni s'instal·là de nou a Catalunya, a l'Hospitalet de Llobregat. Després de la mort del seu marit (1979), Càndida Pérez tornà a Olot.

## Obra
Compongué alguna de les cançons més famoses i populars de Catalunya, entre les quals destaquen Les caramelles, La Marieta de l'ull viu, Ball de Rams, El noi de la mare, La muller d'en Manelic, La fornera de la Ronda, Pasqua Florida, L'orfeonista, L'emperadriu, Revetlla d'amor, a més de La barretinaire, La rambla, La batedora, Foxtrotmania, La cupletista, La cançó de la dida (amb lletra de Ventura Gassol), La contrabandista (amb lletra de J. Carner i Ribalta), El cuplet català, L'enterrament de la sardina i d'altres. També compongué tres espectacles musicals en català: Per Catalunya (Col·lecció de postals catalanes), amb llibret de Joaquim Montero, estrenat al Teatre Romea de Barcelona el 15 d'abril de 1921; Un miracle a Barcelona o la qüestió és passar l'estona (Pel·lícula extravagant en 3 actes i 10 quadres), també amb llibret de Joaquim Montero, estrenat igualment al Romea el 26 d'abril de 1922; i Pasqua Florida o Les caramelles - Sainet liricodramàtic de costums populars barcelonins, amb llibret de Rossend Llurba i estrenat al Teatre Tívoli de Barcelona el 14 de novembre de 1922. En castellà creà uns 25 títols, entre d'altres, el cuplet La hija del carcelero, Gentil bañista, La cupletera, La guitarra llora, La feucha, Si yo fuera maja, La del soto, La tuna, Claveles de España, El alojamiento, El pampero, etc. Els lletristes que més produïren per a Càndida Pérez foren Rossend Llurba i Tost i Joan Casas i Vila, que signava Joan Misterio.

## Cuplets
- Amor de madre. Lletra de Joan C. Romaní
- El alojamiento. Lletra de Delfí Villán i Gil
- El Cuplet català. Lletra de Rossend Llurba
- El fill de l'adroguer. Lletra de Rossend Llurba
- El hombre ha de ser feo. Lletra de Pedro Puche
- El mico de Pasqua. Lletra de Rossend Llurba
- El mosquetero. Lletra de Fidel Prado
- El noi de la mare. Lletra de Santos Albiesa
- Els tres amors. Lletra de Ventura Gassol
- Emperadriu. Lletra de Joan Misterio
- La cançó de la dida
- La cançó del misto. Lletra de Faust Casals
- La chalequera. Lletra d'E. Sánchez Carrere
- La fornera de la Ronda. Lletra de Joan Misterio
- La Maja del puerto. Lletra de Rossend Llurba
- La Marieta de l'ull viu. Lletra de Faust Casals
- La muller d'en Manelic. Lletra de Rossend Llurba
- La guitarra llora. Lletra de Rossend Llurba
- La hija del carcelero. Lletra de Delfín Villán
- La Orfeonista. Lletra de Rossend Llurba
- La primera carta. Lletra de Faust Casals
- La Rambla. Lletra de Joan Misterio
- La voz de la guitarra. Lletra de Rossend Llurba
- L'enterro de la sardina. Lletra de Joan Misterio
- Les Caramelles. Lletra de Joan Misterio
- L'Esquella de la Torratxa. Lletra de Rossend Llurba
- L'héroe desconegut. Lletra de Rossend Llurba
- Murmurar. Lletra de Delfí Villán
- Paraules que el vent s'emporta. Lletra de Rossend Llurba
- Pasqua florida. Lletra de Rossend Llurba
- Per telèfon. Lletra de Rossend Llurba
- Revetlla d'amor. Lletra de Rossend Llurba
- Si yo fuera maja
- Torna amb mi. Lletra de Rossend Llurba[2]

### Arxius de música
Ball de Rams en MIDI Arxivat 2007-09-28 a Wayback Machine.

## Teatre
- 1921. Per Catalunya. Llibret de Joaquim Montero. Estrenada al Teatre Romea de Barcelona. Estrenada el 15 d'abril.
- 1922. Un miracle a Barcelona o la qüestió és passar l'estona. Llibret de Joaquim Montero. Estrenada al Teatre Romea de Barcelona, el 26 d'abril.
- 1922. Pasqua Florida o les Caramelles. Llibret de Rossend Llurba. Estrenada al Teatre Tívoli de Barcelona, el 14 de novembre.

## Llegat i memòria
Ja retornada a Catalunya, el 1971 va ser la convidada d'honor de l'espectacle "La nit del cuplet català", que va tenir lloc a El Molino, el teatre del Paral·lel, organitzat per Núria Feliu.
El 2009 s'edità el disc Càndida Memòria, un projecte de la cantant Rocío Romero Grau i la pianista Elisa Planagumà, que recopila i reivindica el llegat musical de la compositora i rescata de l'oblit el cuplet sentimental de principis del segle xx. El disc fou presentat al Teatre Principal d'Olot, on la compositora havia nascut, davant del qual l'any 2015 fou erigit un monòlit en record i homenatge seu.